# Paul Griffin (muzikant)
Paul Griffin (Harlem, 6 augustus 1937 – New York, 14 juni 2000) was een Amerikaanse pianist en sessiemuzikant, die opnamen maakte met honderden muzikanten uit de jaren 1950 tot 1990.

## Biografie
Griffin werd geboren in Harlem, New York, begon als toerpianist in de begeleidingsband van King Curtis en werkte uiteindelijk samen met Bob Dylan, Steely Dan, Don McLean, The Isley Brothers, Van Morrison, The Shirelles en Dionne Warwick. Hij is misschien het best bekend voor het spelen op de albums Highway 61 Revisited, Blonde on Blonde en Aja. Hij speelt veelvuldig een virtuoze uitvoering van gospelpiano op Don McLean's single American Pie. Hij wordt vermeld als mede-auteur van het nummer The Fez op The Royal Scam van Steely Dan. Hij was arrangeur voor The Warriors (1979) en Four Friends (1981) en trad op in On Location: Robert Klein at Yale (1982) en op de soundtrack voor Blue Sunshine (1976).

## Overlijden
Paul Griffin overleed in juni 2000 op 62-jarige leeftijd.

## Discografie
Met Bob Dylan
- 1965: Bringing It All Back Home (Columbia Records)
- 1965: Highway 61 Revisited (Columbia Records)
- 1966: Blonde on Blonde (Columbia Records)
- 1975Blood on the Tracks (Columbia Records)

Met Dion DiMucci
- 1971: You're Not Alone (Warner Bros. Records)

Met George Benson
- 1968: Goodies (Verve)

Met Tom Rush
- 1970: Tom Rush (Columbia Records)

Met Wilson Pickett
- 1965: In the Midnight Hour (Atlantic Records)
- 1999: It's Harder Now (Rounder Records)

Met Michael Franks
- 1979: Tiger in the Rain (Warner Bros. Records)

Met John Denver
- 1969: Rhymes & Reasons (RCA Records)
- 1970: Take Me to Tomorrow (RCA Records)
- 1970: Whose Garden Was This (RCA Records)
- 1971: Aerie (RCA Records)

Met Peter, Paul and Mary
- 1967: Album 1700 (Warner Bros. Records)

Met Al Kooper
- 1969: You Never Know Who Your Friends Are (Columbia Records)

Met David Clayton-Thomas
- 1972: David Clayton-Thomas (Columbia Records)

Met Gloria Loring
- 1970: ...And Now We Come to Distances (Evolution Records)
- 1986: Friends & Lovers (Atlantic Records)

Met LaVern Baker
- 1963: See See Rider (Atlantic Records)

Met Solomon Burke
- 1963: If You Need Me (Atlantic Records)
- 1968: King Solomon (Atlantic Records)
- 1968: I Wish I Knew (Atlantic Records)

Met Jackie Lomax
- 1971: Home Is In My Head (Warner Bros. Records)

Met Steely Dan
- 1976: The Royal Scam (ABC Records)
- 1977: Aja (ABC Records)

Met Marlena Shaw
- 1972: Marlena (Blue Note Records)

Met Roberta Flack en Donny Hathaway
- 1980: Roberta Flack Featuring Donny Hathaway (Atlantic Records)

Met John Lennon en Yoko Ono
- 1984: Milk and Honey (Polydor Records)

Met Don McLean
- 1971: American Pie (EMI)

Met Carly Simon
- 1971: Carly Simon (Elektra Records)

Met Roberta Flack
- 1977: Blue Lights in the Basement (Atlantic Records)
- 1982: I'm the One (Atlantic Records)

Met Cheryl Lynn
- 1979: In Love (Columbia Records)

Met Gloria Gaynor
- 1982: Gloria Gaynor (Atlantic Records)

Met Stephanie Mills
- 1974: Movin' in the Right Direction (ABC Records)

Met Donald Fagen
- 1993: Kamakiriad (Reprise Records)

Met Yoko Ono
- 1982: It's Alright (I See Rainbows) (Polygram Records)

Met Van Morrison
- 1967: Blowin' Your Mind! (Bang Records)

Met Paul Simon
- 1973: There Goes Rhymin' Simon (Columbia Records)
- 1997: Songs from The Capeman (Warner Bros. Records)

Met Garland Jeffreys
- 1973: Garland Jeffreys (Atlantic Records)
- 1982: Guts for Love (Epic Records)
- 1991: Don't Call Me Buckwheat (BMG)

Met Aretha Franklin
- 1964: Unforgettable: A Tribute to Dinah Washington (Columbia Records)
- 1979: La Diva (Arista Records)

Met Bonnie Raitt
- 1974: Streetlights (Warner Bros. Records)

Met Laura Nyro
- 1968: Eli and the Thirteenth Confession (Columbia Records)

- Bibliothèque nationale de France: cb13973262d (data)
- International Standard Name Identifier: 0000 0001 1694 8902
- Library of Congress Control Number: n2007065285
- MusicBrainz: a4cf99e4-8625-4a30-b595-d6bb804f1a1a
- Nationale Bibliotheek van Tsjechië: xx0131443
- Istituto Centrale per il Catalogo Unico: DDSV196412
- Virtual International Authority File: 102398730
- WorldCat: E39PBJk94KBV4F8f4mV6ghjjYP